# میدلند (کنتاکی)
میدلند (به انگلیسی: Midland) یک منطقهٔ مسکونی در ایالات متحده آمریکا است که در شهرستان مولنبرگ، کنتاکی واقع شده‌است. میدلند ۱۴۵٫۰۹ متر بالاتر از سطح دریا واقع شده‌است.